# Banyeres de Mariola
Banyeres de Mariola är en kommun i Spanien.   Den ligger i provinsen Provincia de Alicante och regionen Valencia, i den östra delen av landet, 300 km sydost om huvudstaden Madrid. Antalet invånare är 7 222. Arean är 50 kvadratkilometer. Banyeres de Mariola gränsar till Alcoy, Beneixama, Biar, Onil, Bocairent, Fontanars dels Alforins och Ontinyent. 
Terrängen i Banyeres de Mariola är huvudsakligen kuperad, men västerut är den platt.